# Belinda Jack

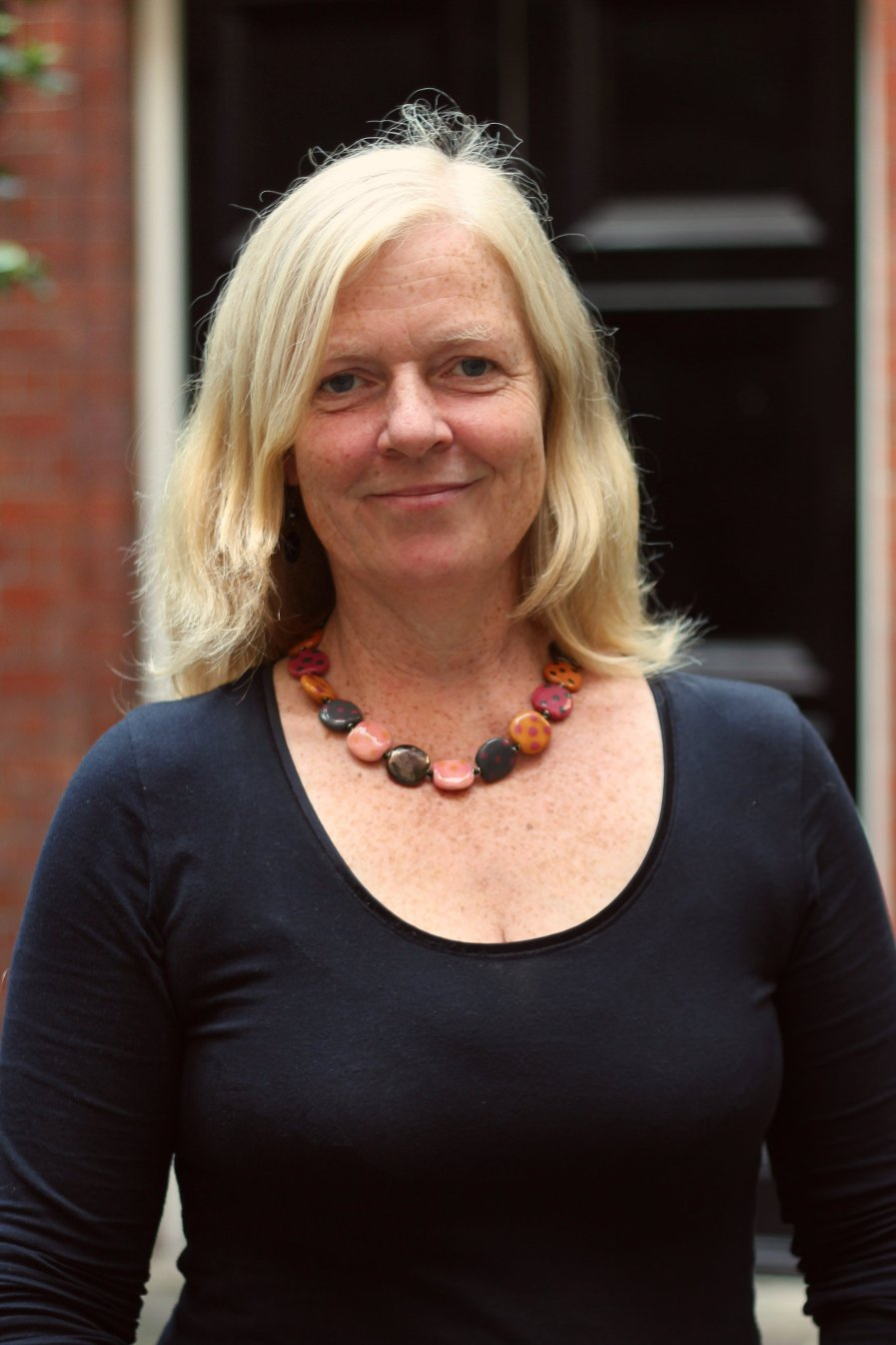
Belinda Jack (2014)

Belinda Elizabeth Jack ist eine britische Literaturwissenschaftlerin.

## Leben
Belinda Jack studierte Literaturwissenschaft an der Sorbonne und der University of Kent (B.A.) und wurde 1989 mit einer Arbeit zur Literatur der Négritude am St John’s College, Oxford University promoviert (DPhil). Sie arbeitet seither als wissenschaftliche Angestellte an verschiedenen Colleges der Universität Oxford und ist Tutorin und Fellow am Christ Church. Sie liest seit 2013 über Rhetorik am Gresham College in London. 
Jack schreibt Literaturkritiken und Feuilletons in The Wall Street Journal, Literary Review, The Times Literary Supplement, Times Higher Education und bei BBC History. In ihrer 2012 erschienenen Untersuchung über „die Leserin“ wertete sie die, durchaus spärlichen, Quellen über Frauen als Leserinnen in der Literaturgeschichte aus.

## Schriften
- The Woman Reader. New Haven : Yale, 2012
- Beatrice's Spell: The Enduring Legend of Beatrice Cenci. London : Chatto and Windus, 2003
- George Sand: A Woman's Life Writ Large. London : Chatto and Windus, 1999
- Negritude and Literary Criticism: The History and Theory of 'Negro-African' Literature in French. Westport, Conn. : Greenwood Press, 1996
- Francophone Literatures: An Introductory Survey. Oxford: OUP, 1996
- The autonomy of a literature : major theoretical issues in the history and criticism of Negro-African literature in French. University of Oxford, 1989